# 朝霞中央公園野球場
朝霞中央公園野球場（あさかちゅうおうこうえんやきゅうじょう）は、埼玉県朝霞市の朝霞中央公園内にある野球場。
施設は朝霞市が所有している。『朝霞市営球場』とも呼ばれている。

## 概要
イースタン・リーグ（二軍）公式戦、東都大学準硬式野球連盟の2部リーグ戦、高校野球埼玉大会、草野球、少年野球などに使用されている。2023年にはニトリJDリーグダイヤモンドシリーズが行われ、トヨタが優勝した。
東武東上線・朝霞駅南口から南西方向に約1.5kmの朝霞中央公園の中にある。同公園の北側には、朝霞中央公園陸上競技場がある。
また、近くに朝霞市役所、朝霞市立図書館、朝霞市総合体育館、朝霞中央公民館などがある。

## 施設概要
- 両翼90m、中堅120m
- スコアボード：電光掲示式
- 収容人員：6,000人

## 交通
- 東武東上線・朝霞駅より徒歩15分